# Bosstompkaak
De bosstompkaak (Badister bullatus) is een keversoort uit de familie van de loopkevers (Carabidae). De wetenschappelijke naam van de soort werd in 1798 gepubliceerd door Franz Paula von Schrank.